# Базилика Святого Стефана на Целийском холме
Базилика Святого Стефана на Целийском холме, или Санто-Стефано-Ротондо (итал. Santo Stefano Rotondo, итал. Santo Stefano al Monte Celio, лат. Basilica S. Stephani in Caelio Monte), — церковь на Целийском холме в Риме, посвящённая св. Стефану и св. Иштвану, первому христианскому королю Венгрии. Является титулярной церковью (лат. Titulus Sancti Stephani in Coelio Monte) — и национальной венгерской церковью в Риме (приходской церковью Папской коллегии Germanicum et Hungaricum).

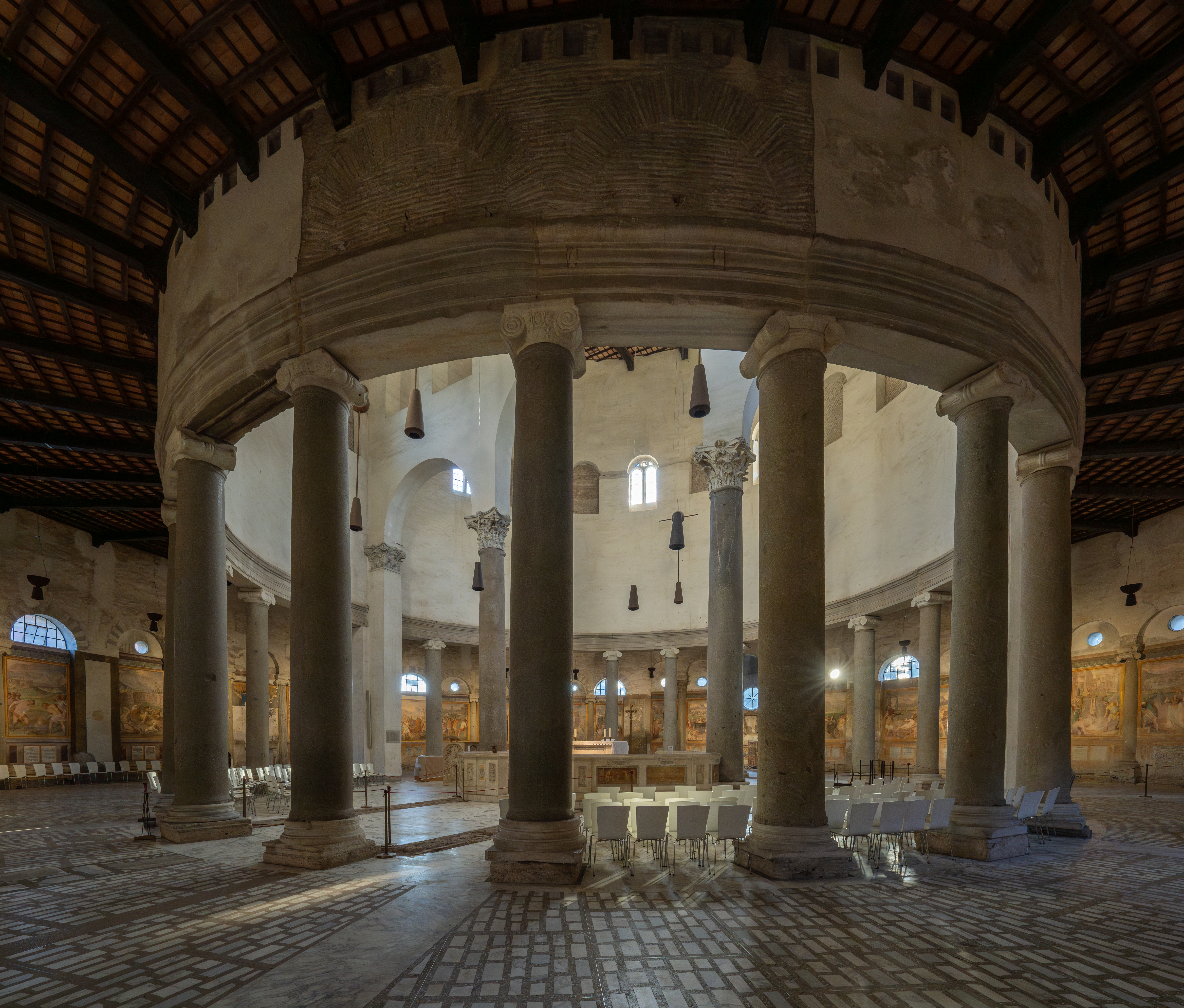
Церковь Санто-Стефано-Ротондо. Интерьер

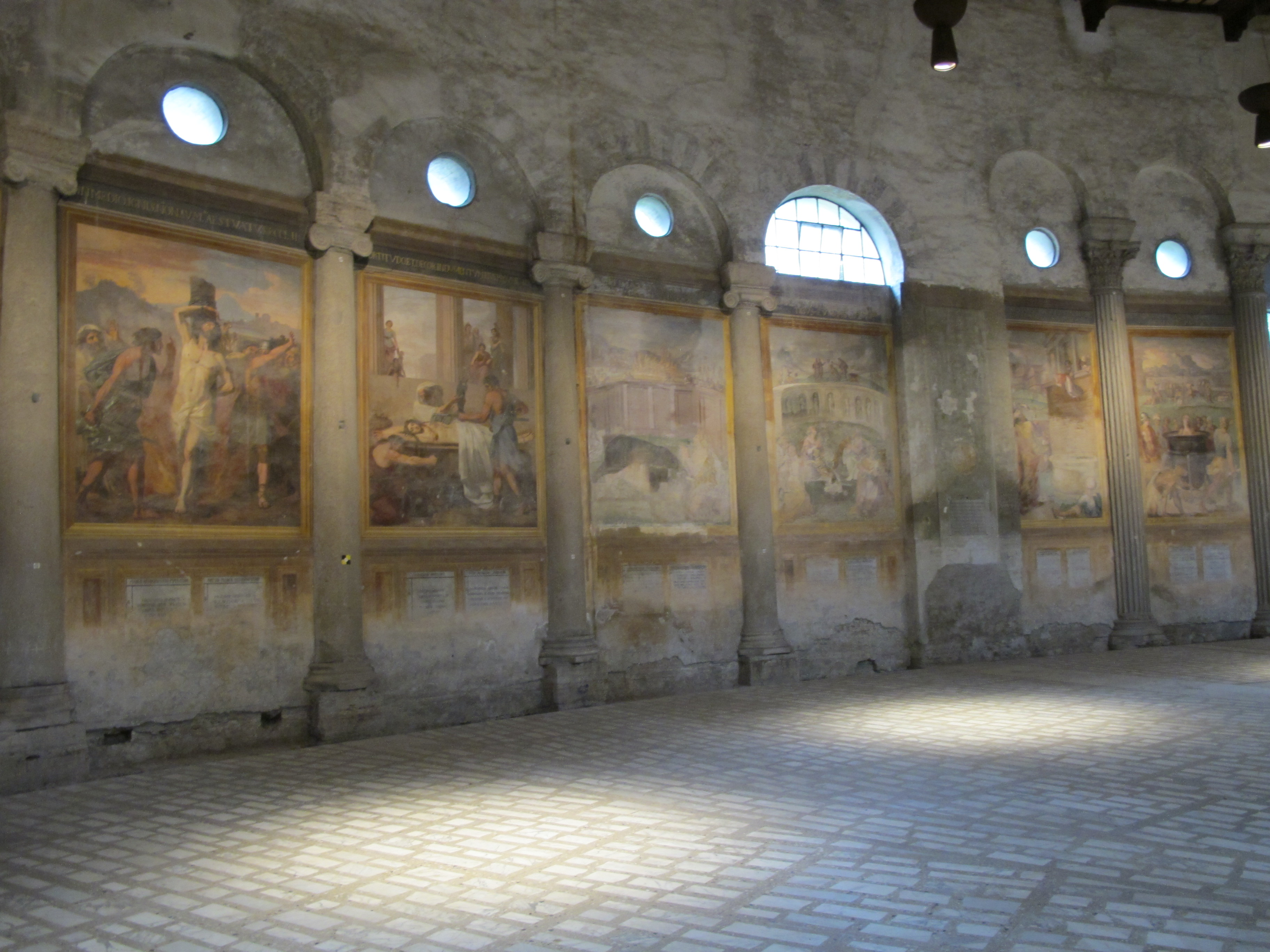
Фрески Н. Чирчиньяни и А. Темпесты. 1582-1583

Первая церковь на этом месте была заказана папой Львом I, (440—461), освящена папой Симплицием между 468 и 483 годами в честь первомученика Стефана, чье тело было обнаружено за несколько десятилетий до этого на Святой Земле и доставлено в Рим.
Это круглая в плане постройка — одна из первых раннехристианских ротонд, возведённая после мавзолея св. Костанции (340—345); она создана архитектором на основе античных прототипов (храм Минервы Медики). Ротонда диаметром 65 метров была возведена на месте Большого рынка (лат. Macellum Magnum), устроенного при императоре Нероне в 59 г. Вопреки центрическому, а не базиликальному плану, по традиции получила название базилики.
Церковь имела три концентрических кольца амбулаториев (обходных галерей). Двадцать две колонны ионического ордера окружали ярко освещённое центральное пространство диаметром 22 метра с барабаном высотой 22 метра с двадцатью двумя окнами. Это пространство планировали перекрыть куполом. Церковь имела четыре боковых капеллы (образующих «греческий крест»), четыре атриума с портиками, причём в каждом из атриумов, по предположению Р. Краутхаймера, находился бассейн, возможно, с фонтаном. «Всё это создавало взаимопроникновение пространства и объёмов, света и тени. Корни такой композиции, надо полагать, лежат в оформлении позднеримских вилл, восходящих к эпохе Адриана… В то же время моделью могла служить и ротонда Анастасиса в Иерусалиме» (ротонда Анастасиса — несохранившийся круглый храм-мавзолей Анастасис, что в переводе с греческого значит «Воскресение», известен также как церковь Воскресения; построен в Иерусалиме на Голгофе в 326 году царицей Еленой, матерью императора Константина). Связь с античными традициями свидетельствует о намерении сохранить и даже возродить великое прошлое Рима в христианскую эпоху — тенденция и течение в архитектуре конца IV — начала V века, получившая название «романизация христианского искусства».
Церковь была украшена разноцветной мраморной облицовкой (opus sectile) в VI веке. Перестроена в 1139—1143 годах при папе Иннокентии II. Сохранились одно внешнее кольцо амбулатория и три из четырёх боковых капелл. Храм утратил прежнюю кровлю в 1450 году. Церковь реставрировал (в сущности, перестраивал) в 1452—1454 годах Бернардо Росселлино, возможно, при участии либо консультации Леона Баттисты Альберти. Он вернул мраморный алтарь в середину здания, подчеркнув его уникальную центричность, создал внешнее кольцо колонн, а по общему периметру, ради прочности, возвёл массивные стены.
В 1454 году папа Николай V передал полуразрушенную церковь монахам ордена святого Павла, отшельника Фивейского (орден основан в Венгрии в XIII веке). В 1579 году «Collegium Hungaricum» объединили с конгрегацией иезуитов «Collegium Germanicum». Поэтому в 1580 году коллегия получила название «Collegium Germanicum et Hungaricum».
Археологические исследования, проведённые в 1969—1975 годах, доказали, что здание не является перестройкой языческого храма — оно с самого начала было возведено при Константине I. Стены амбулатория по заказу папы Григория XIII в XVI веке украсили фрески работы нескольких художников (в том числе Никколо Чирчиньяни по прозванию Иль Помаранчио и Антонио Темпестой), на которых изображены 34 сцены мученичества святого Стефана. Каждая картина имеет надпись, объясняющую сцену, а также подходящую к теме цитату из Священного писания.
Алтарь создан по рисунку флорентийского художника Бернардо Росселлино в XV веке. В апсиде — изображение Христа и мучеников. Там же находится трон папы римского Григория Великого (около 580 года). Венгерская часовня посвящена венгерскому королю Стефану I (святому Иштвану). Под церковью находится митреум (святилище Митры) II века. Мраморный барельеф «Митра, убивающий быка» из этого святилища ныне находится в Национальном музее Рима.

## Титулярная церковь
Церковь Санто-Стефано-Ротондо является титулярной церковью; кардиналом-священником с титулом церкви Санто-Стефано-Ротондо с 25 мая 1985 года является немецкий кардинал Фридрих Веттер.